# Everglow
Everglow é uma canção da banda britânica de rock alternativo Coldplay, gravada para seu sétimo álbum de estúdio, A Head Full of Dreams (2015). Seu lançamento como single promocional do disco ocorreu digitalmente em 26 de novembro de 2015. A canção contém vocais não creditados de Gwyneth Paltrow, ex-esposa de Chris Martin, vocalista da banda.

## Desempenho comercial

### Posições
| Tabela musical (2015)                           | Melhor posição |
| ----------------------------------------------- | -------------- |
| O campo songid é OBRIGATÓRIO PARA PARADA ALEMÃ  | 42             |
| Austrália (ARIA)                                | 93             |
| Áustria (Ö3 Austria Top 75)                     | 44             |
| Espanha (PROMUSICAE)                            | 23             |
| Estados Unidos (Bubbling Under Hot 100 Singles) | 6              |
| Hungria (Single Top 40)                         | 21             |
| Irlanda (IRMA)                                  | 59             |
| Itália (FIMI)                                   | 35             |
| Países Baixos (Dutch Top 40)                    | 37             |
| Países Baixos (Single Top 100)                  | 25             |
| Reino Unido (UK Singles Chart)                  | 52             |
| República Checa (Singles Digitál Top 100)       | 63             |
| Suécia (Sverigetopplistan)                      | 62             |
| Suíça (Schweizer Hitparade)                     | 16             |